# Wynonna (álbum)
Wynonna é um álbum de Wynonna Judd, lançado em 1992.